# Premi BAFTA 1948
La cerimonia di premiazione della 1ª edizione dei Premi BAFTA si è tenuta il 29 maggio 1949 al cinema Odeon di Leicester Square, a Londra ed è relativa a film del 1947 e 1948.

## Vincitori

### Miglior film internazionale (Best Film from any Source)
- I migliori anni della nostra vita (The Best Years of Our Lives), regia di William Wyler (Stati Uniti)

### Miglior film britannico (Best British Film)
- Fuggiasco (Odd Man Out), regia di Carol Reed

### Premio Speciale (Special Award)
- The World Is Rich (The World Is Rich), regia di Paul Rotha